# Гран-при Франции (женская велогонка)
Гран-при Франции (фр. Grand Prix de France Féminin) — шоссейная однодневная велогонка, проходившая по территории Франции с 1984 по 2010 год.

## История
Гонка была создана в 1984 году. Изначально она проводилась в рамках национального календаря в середине октября, а её формат был в виде индивидуальной гонки. В таком виде она просуществовала до 1998 года. Затем последовал перерыв в её проведении.
В 2006 году была возобновлена и на два сезона вошла в календарь женского Кубка Франции. Также изменился и её формат. Она по прежнему проводилась в течение одного дня, но стала состоять из двух полуэтапов — индивидуальной и групповой гонки.
В 2008 году на один сезон вошла в Женский мировой шоссейный календарь UCI и стала однодневной групповой гонкой.
В 2010 году, после года отсутствия, снова прошла и на этот раз в рамках национального календаря. В 2011 году была отменена и больше не проводилась.
Маршрут гонки проходил в окрестностях города Нуайон региона О-де-Франс. Протяжённость дистанции составляла от 100 до 115 км.
Рекордсменками с четырьмя победами стали француженки Виржиния Лафарг. 

## Призёры
| Год  | Победитель            | Второй                | Третий                   |
| ---- | --------------------- | --------------------- | ------------------------ |
| 1984 | Виржиния Лафарг       | Мариэль Гишар         | Беатрис Лабарт           |
| 1985 | Виржиния Лафарг       | Натали Пеллетье       | Мари-Франсуаза Потеро    |
| 1986 | Виржиния Лафарг       | Валери Симонне        | Энни Ребьер              |
| 1987 | Виржиния Лафарг       | Сесиль Оден           | Натали Сикс              |
| 1988 | Мариа Канинс          | Франческа Галли       | Кристин Халганд          |
| 1989 | Мариа Канинс          | Моник де Брёйн        | Мари-Франсуаза Биссардон |
| 1990 | Сесиль Оден           | Натали Жендрон        | Розелин Шалон-Риу        |
| 1991 | Джосуне Горостиди     | Изабель Николозо      | Катерина Талек           |
| 1992 | Изабель Керхамон      | Маргарет Кастель-Эрто | Сандрин Гие              |
| 1993 | Лоренс Лебуше         | Розелин Шалон-Риу     | Элизабет Шеван-Брюнель   |
| 1994 | Орели Г'Стир          | Марилин Сальвета      | Розелин Шалон-Риу        |
| 1995 | Эви Генсхаймер        | Марилин Сальвета      | Элизабет Шеван-Брюнель   |
| 1996 | Марилин Сальвета      | Кристель Ришар        | Николь Эбнер             |
| 1998 | Карин Мёбес           | Альбина Кэйли         | Марилин Сальвета         |
| 2006 | Марина Жонатр         | Грете Трейер          | Лоренс Лебуше            |
| 2007 | Эмманюэль Мерло       | Марина Жонатр         | Марилин Сальвета         |
| 2008 | Людивин Анрион        | Магали Мокери         | Натали Жёлан             |
| 2010 | Кристель Феррье-Брюно | Софи Крё              | Одри Кордон              |